# Angelo Sormani
Angelo Benedicto Miguel Sormani, né le 3 juillet 1939 à Jaú (Brésil), était un footballeur italien, d’origine brésilienne, qui a joué au poste d’attaquant pour le Milan AC. Il a remporté une Ligue des champions et une Coupe d'Europe des vainqueurs de coupes.

## Biographie

### En club
Sormani débute en Série A en 1961 avec l'équipe de Mantoue.
Il joue 134 matchs avec le Milan AC, marquant 45 buts. Avec le Milan AC il remporte un championnat d'Italie, une Ligue des champions, une coupe intercontinentale, une Coupe d'Europe des vainqueurs de coupes et une coupe d'Italie.

### En équipe nationale
Entre juin 1962 et octobre 1963, Sormani est sélectionné 7 fois dans l'équipe d'Italie et marque 2 buts.
Il dispute un match de coupe du monde 1962 au Chili contre l'équipe de Suisse.

## Clubs
- Santos FC
- AC Mantova
- AS Rome
- Sampdoria
- 1965-1970 :  Milan AC
- 1970-1972 :  SSC Naples
- 1972-1973 :  AC Fiorentina
- 1973-1976 :  Vicence

## Palmarès de joueur
- Vainqueur de la Ligue des champions en 1969 avec le Milan AC
- Champion d'Italie en 1968 avec le Milan AC
- Vainqueur de la Coupe intercontinentale en 1969 avec le Milan AC
- Vainqueur de la Coupe d'Europe des vainqueurs de coupe en 1968 avec le Milan AC
- Vainqueur de la coupe d'Italie en 1967 avec le Milan AC